# 쇼가쿠칸
주식회사 쇼가쿠칸(일본어: 株式会社小学館, 소학관)은 사전, 문학 작품, 만화, 논픽션 등을 출판하는 일본의 출판사이다. 1922년에 설립되었으며, 회사 이름은 창립 당시 초등학생용 교육 도서를 주로 출판했기 때문에 붙여졌다.

## 역사
- 1922년 오가 다케오 (相賀武夫)에 의해 창설.
- 1926년 오락 잡지 부문을 분리해 슈에이사 설립.
- 1927년 사원장 〈병아리의 마크〉를 제정.
- 1928년 학습 잡지·아동서용의 상표 〈공부 마크〉를 제정.
- 1938년 오가 데쓰오 (相賀徹夫)가 제2대 사장으로 취임.[1]
- 1945년 주식회사 쇼가쿠칸 설립.
- 1992년 오가 마사히로 (相賀昌宏)가 제3대 사장으로 취임.

## 콘텐츠 제휴 잡지

### 소년·남성취향 코믹잡지

#### 아동 전용
- 월간 코로코로 코믹 (매월 15일 발매)
- 별책 코로코로 코믹 Special (짝수월 30일 발매)
- 코로코로 이치반! (홀수월 25일 발매)

#### 소년 전용
- 주간 소년 선데이 (매주 수요일 발매)
- 월간 소년 선데이 (매월 12일 발매)
- 소년 선데이 수퍼 (매월 25일 발매)

#### 일반용 (청년층)
빅 코믹 계열
- 빅 코믹 (매월 10일·25일 발매)
- 빅 코믹 오리지널 (매월 5일·20일 발매)
- 빅 코믹 슈페리어 (매월 제 2· 제4 금요일 발매)
- 빅 코믹 스피리츠 (매주 월요일 발매)

증간호 계열
- 월간 선데이 제넥스 (2000년 창간, 매월 19일 발매)
- 월간 IKKI (2003년 창간, 매월 25일 발매)
- 월간 빅 코믹 Spirits (2009년 창간, 매월 26일 발매)

### 소녀·여성취향 코믹잡지

#### 소녀 전용
- 챠오 (매월 3일 발매)
- ChuChu (매월 3일 발매)
- 소녀 코믹 (매월 5일·20일 발매)
- 베쓰코미 (매월 13일 발매)
- 치즈! (매월 24일 발매)
- 핸드백 (연 6회간)

#### 여성 취향
- 쁘띠 코믹 (매월 8일 발매)
- 월간 플라워스 (매월 28일 발매)

### 학습 잡지
- 베이비 북
- 싹터
- 유치원
- 훈
- 해님
- 장난·구
  - 학습 유치원
  - 초등학교 1학년
  - 초등학교 2학년
  - 초등학교 3학년
  - 초등학교 4학년
  - 초등학교 5학년
  - 초등학교 6학년

### 교육 잡지
- 0·1·2세아의 보육
- 3·4·5세아의 보육
- 초1 교육 기술
- 초2 교육 기술
- 초3 교육 기술
- 초4 교육 기술
- 초5 교육 기술
- 초6 교육 기술
- 종합 교육 기술
- 별책 교육 기술

### 일반 잡지
- 주간 포스트
- 사라이
- 라피타
- BE-PAL
- DIME
- sabra
- SAPIO
- 문예 포스트
- 책의 창
- 대사의 시대
- 야코
- 낙타

### 여성 잡지
- 여성 세븐
- 머핀
- Pretty Style
- Oggi
- Domani
- Precious
- 미적
- 화악
- edu
- CanCam
- AneCan
- DiaDaisy

### 그 외
- 주간 고찰을 간다
- 주간 일본의 미를 둘러싼다
- 주간 일본의 천연기념물
- 주간 사계꽃 둘러싸
- 주간 유명한 성을 간다
- 주간 중국유유기행
- 클래식·인
- 난, 도라에몽
- 좀 더! 도라에몽
- 닌텐도 공식 공략본 시리즈

## 같이 보기
- 고단샤
- 가도카와 쇼텐
- 슈에이샤
- 하쿠센샤